# Église Saint-Jacques de Castel-Fizel
Pour les articles homonymes, voir église Saint-Jacques.
L'église Saint-Jacques de Castel-Fizel est une église romane en ruines située à Caudiès-de-Fenouillèdes, dans le département français des Pyrénées-Orientales.